# Fort Astoria
Pour les articles homonymes, voir Fort George.
Fort Astoria, aussi nommé Fort George, fut le premier poste de traite des fourrures de la Pacific Fur Company (la PFC)  de John Jacob Astor. Il fut construit en 1811 à l'embouchure du fleuve Columbia et constituait la première propriété exclusive américaine sur la côte ouest. Avec le début de la guerre anglo-américaine de 1812, la North West Company qui était basée à Montréal a racheté les actifs de la PFC en 1813, dont Fort Astoria qui fut renommé Fort George. Il a alors acquis le statut de premier port britannique sur la côte ouest des États-Unis.
Le site de Fort Astoria a été ajouté à la National Historic Landmark le 5 novembre 1961.